# Narcos: Rise of the Cartels
Narcos: Rise of the Cartels (с англ. — «Барыги: Возвышение Картелей») — компьютерная игра в жанре пошаговой стратегии, разработанная Kuju Entertainment и изданная Curve Digital. Она была выпущена 19 ноября 2019 года на Windows и PlayStation 4, версии для Xbox One и Nintendo Switch вышли в свет 21 и 22 ноября 2019 года, соответственно. Лор игры основан на телесериале Нарко.
Действия в игре происходят с видом сверху, однако игрок может переключиться к виду от третьего лица.

## Выпуск
Ещё в марте 2018 года было объявлено, что телесериал Нарко получит реализацию игры для ПК и консолей, информация о дате выпуска были впервые объявлены в ноябре 2018 года.

## Сеттинг
Действие происходит во время событий первого сезона сериала Нарко. У игрока есть возможность поиграть на стороне Наркос или УБН (управление по борьбе с наркотиками). Локации и персонажи игрового мира были смоделированы по мотивам сериала.

## Оценки
| Сводный рейтинг    | Сводный рейтинг                                                               |
| Агрегатор          | Оценка                                                                        |
| ------------------ | ----------------------------------------------------------------------------- |
| Metacritic         | 45/100 (PC) 59/100 (PlayStation 4) 41/100 (Nintendo Switch) 63/100 (Xbox One) |
| Иноязычные издания |                                                                               |
| Издание            | Оценка                                                                        |
| PC Gamer           | 41/100                                                                        |
| Riot Pixels        | 40/100                                                                        |

Narcos: Rise of the Cartels в основном была воспринята негативно.
Общая оценка на агрегаторе Metacritic составила 45 из 100, основываясь на 14 отзывах.
В Riot Pixels написали, что Narcos: «Rise of the Cartels – очень странный проект, вызывающий неудобные вопросы», они отметили, что в игре есть «глюки» и бесполезная экономика.
В журнале PC Gamer написали, что у игры узкие рамки.